# Modestas Vorobjovas
Modestas Vorobjovas (ur. 30 grudnia 1995) – litewski piłkarz grający na pozycji środkowego pomocnika w klubie İstanbulspor AŞ.. 

## Kariera klubowa
Profesjonalną karierę piłkarską rozpoczął w FK Šiauliai. 29 lutego 2016 został zawodnikiem FK Riteriai. Po niespełna dwóch latach opuścił drużynę. 23 stycznia 2019 podpisał kontrakt z Žalgirisem Wilno.

## Kariera reprezentacyjna
24 marca 2018 zadebiutował w seniorskiej reprezentacji Litwy, w przegranym 0:4 meczu towarzyskim z Gruzją.

## Sukcesy
- Wicemistrzostwo Litwy: 2016